# Astyanax hastatus
Astyanax hastatus är en fiskart som beskrevs av Myers 1928. Astyanax hastatus ingår i släktet Astyanax och familjen Characidae. Inga underarter finns listade.